# 達頓火山

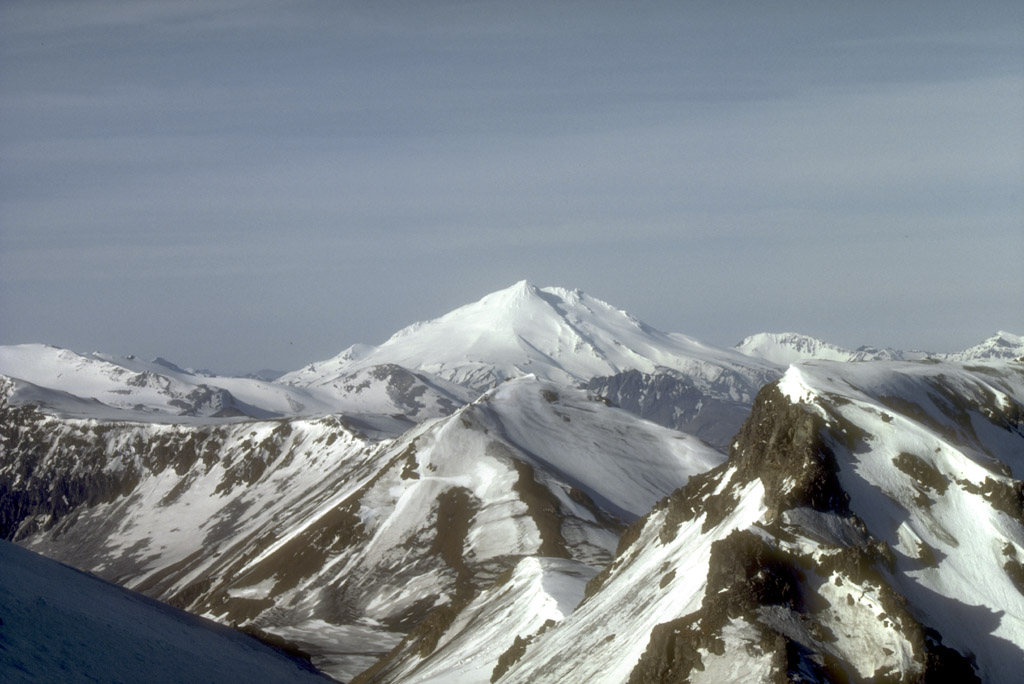

達頓火山是美國的火山，位於阿拉斯加半島，由阿拉斯加州負責管轄，屬於阿留申山脈的一部分，海拔高度1,473米。1984至1985年間，該火山附近發生群震。

## 外部連結
- Volcanoes of the Alaska Peninsula and Aleutian Islands-Selected Photographs （页面存档备份，存于）
- Alaska Volcano Observatory （页面存档备份，存于）